# Fragmenta Philosophorum Graecorum
Fragmenta Philosophorum Graecorum (FPG) представляет собой трехтомное собрание фрагментов текстов древнегреческих философов, подготовленное немецким филологом Фридрихом Муллахом и опубликованное в Париже в типографии семьи Дидо в период с 1860 по 1881 год. 
FPG был первым сборником фрагментов  досократиков такого рода, и при этом включал некоторые тексты более поздних авторов, в частности Клеанфа. Тома содержат оригинальные греческие тексты с латинскими переводами и комментариями также на латыни.
Данное издание оказало влияние на Фридриха Ницше, который использовал его в качестве источника для своей собственной работы о досократиках.
FPG не был лишен недостатков и впоследствии был заменен более качественным изданием Дильса «Фрагменты досократиков» (нем. Die Fragmente der Vorsokratiker), также известным как «Diels-Kranz» по имени его редакторов.